# گوهرمرغ برفی
گوهرمرغ برفی (نام علمی: Carpodectes nitidus) یک گونه متوسط از پرندگان گنجشک‌سان از خانواده گوهرمرغان است. در آمریکا مرکزی که زیستگاه طبیعی آن جنگل‌های دشت نمناک نیمه‌گرمسیری و گرمسیری و جنگل سابق به شدت تخریب شده‌است یافت می‌شود. نر سفید و ماده خاکستری کم‌رنگ است و هر دو جنس به راحتی قابل شناسایی هستند.